# Lester Habegger
Lester „Les“ Habegger (* 13. November 1924 in Berne, Indiana; † 6. Juli 2017 in Spokane, Washington) war ein US-amerikanischer Basketballtrainer, der erfolgreich in der NCAA, als Assistent und General Manager in der Profiliga NBA und in der deutschen Basketball-Bundesliga gearbeitet hat. Als größte Erfolge sind seine NBA-Meisterschaft mit den Seattle SuperSonics 1979 und sein Meistertitel mit Steiner Bayreuth 1989, verbunden mit zwei Pokalsiegen 1988 und 1989, anzusehen.

## Leben

### Jugend
Habegger entstammte einer amischen Familie schweizerdeutscher Herkunft aus Indiana. 1943 wurde er zum Militärdienst eingezogen, diente in einer Sanitätseinheit in Europa und erlebte das Ende des Zweiten Weltkriegs in Deutschland.
Nach Kriegsende studierte er zunächst in der Nähe von Saint Paul (Minnesota) am Northwestern College, einer christlichen Hochschule, die zu Habeggers Studienzeit von Billy Graham als Präsidenten geleitet wurde. Der begabte Basketballspieler wechselte dann 1952 ans Wheaton College in der Nähe von Chicago im US-Bundesstaat Illinois. An dem ebenfalls privaten und evangelikal geprägten College machte er 1954 seinen Abschluss.

### Basketballtrainer (Hochschule)
Nach seinem Abschluss kehrte er als Assistenztrainer zum Northwestern College zurück. Nach zwei Jahren wechselte er dann 1956 an die Pazifikküste zum Seattle Pacific College (heutzutage: Seattle Pacific University). Die methodistisch geprägte Hochschule ist wie das Wheaton College Mitglied des Christian College Consortium. Nach einem Jahr wurde Habegger Cheftrainer der Falcons und blieb es 17 Jahre. Größter Erfolg war 1965 das Erreichen des Viertelfinales der Elite Eight in der NCAA-Meisterschaft. Nach anderen Quellen war Habegger 20 Jahre für das College tätig.

### Trainer und Manager (NBA)
Mitte der siebziger Jahre wurde Habegger Assistenztrainer beim Profiklub Sonics in Seattle. Unter Cheftrainer Lenny Wilkens gelang 1979 die Meisterschaft in der NBA. 1984 wurde Habegger General Manager der Sonics und blieb es bis 1987. In diesem Jahr war er noch einmal bei den Milwaukee Bucks als Assistenztrainer tätig und assistierte dabei Don Nelson. Nelson trat am Saisonende zurück und Habegger bekam ein Angebot aus Deutschland, einem Land, dessen Sprache er durch seine familiäre Herkunft zwar verstand, aber in das er wegen seiner Weltkriegserfahrungen ursprünglich nicht mehr zurückkehren wollte.

### Trainer, Sportdirektor (BBL)
1987 kam Habegger ins fränkische Bayreuth und trainierte den dortigen Klub in der deutschen Bundesliga. Der schon Anfang der Achtziger mit dem Erreichen der Endrunde des Korać-Cups erfolgreiche Verein war zwischenzeitlich in die 2. Basketball-Bundesliga abgestiegen und nach Einstieg der Firma Steiner als Sponsor 1985 wieder aufgestiegen. Habegger sollte den Verein an die nationale Spitze führen, was ihm auch zunächst gelang. In seinem ersten Jahr gewann man mit Spielern wie Calvin Oldham und dem jungen Michael Koch zunächst den Pokal. Im Jahr holte Habegger aus Schweden den trickreichen US-Amerikaner Bo Dukes und es folgte neben dem erneuten Pokalsieg die Meisterschaft in einer dramatischen Finalserie, als man nach zwei Niederlagen die restlichen drei Finalspiele gewann und die Meisterschaft feiern konnte. Im darauffolgenden Jahr hatte Habegger bereits mit Rückenproblemen zu kämpfen und auch sportlich hatte die Bayreuther Mannschaft der heranbrechenden Dominanz von Bayer Leverkusen, die man in der Finalserie im Jahr zuvor knapp bezwungen hatte, nichts mehr entgegenzusetzen, so dass Leverkusen unter Trainer Dirk Bauermann seinen sieben Jahre dauernden Siegeszug in Finalserien um die deutsche Meisterschaft antrat. Habegger, der sich wegen seiner Rückenprobleme während der Saison 1989/90 schon für einige Spiele hatte beurlauben lassen, verließ Bayreuth und wurde zunächst von der University of Washington in den Trainerstab der Huskies aufgenommen. Nachdem Bayreuth in der Hauptrunde der Saison 1990/91 schon dreimal den Trainer gewechselt hatte, kehrte Habegger für die Play-Offs der Saison zurück, scheiterte mit dem Team erneut an Leverkusen im Halbfinale. Wegen anhaltender Rückenprobleme kehrte Habegger vor dem Start der Saison 1991/92 vermeintlich endgültig in die USA zurück.
Nach schwachem Saisonstart kehrte der vorher ebenfalls in Seattle tätige Tom Schneeman auf die Bayreuther Trainerbank zurück, der den Verein 1983 ins Viertelfinale des Korać-Cup geführt und auch den Wiederaufstieg 1985 errungen hatte. Trotz respektabler Leistungen wurde der impulsive Schneeman 1994 entlassen, so dass man Habegger als Sportdirektor aus den USA nach Bayreuth zurückholte. Die Saison 1994/95 verlief nicht nach den Wünschen des Vereins, weshalb man sich am Saisonende von Trainer Aaron McCarthy trennte und Habegger auf die Trainerbank in Bayreuth zurückkehrte. Die Mannschaft wurde den hohen Erwartungen von Trainer und Verein jedoch nicht gerecht. Wegen fehlender Einnahmen mussten Kürzungen vorgenommen werden, so dass Habegger noch vor dem Jahreswechsel zurücktrat und nun endgültig in die USA heimkehrte. Sein langjähriger Erfolgsspieler Calvin Oldham, der mittlerweile Co-Trainer in Bayreuth geworden war, übernahm das Traineramt.

### Ruhestand
Seinen Lebensabend verbrachte Habegger in Arizona, er starb am 6. Juli 2017 im Alter von 92 Jahren in Spokane.